# Георги Сапинев
Георги Сапинев – Сапата е бивш български футболист, полузащитник.
Играл е за Марек от 1961 до 1972 г. Има 232 мача и 7 гола в А група. Полуфиналист за Купата на Съветската армия през 1971 г. Носител на купата за индивидуално спортсменство през 1969 г. Има 2 мача за А националния отбор и 6 мача с 1 гол за Б националния отбор. „Майстор на спорта“ от 1969 г.